# 자니스 패밀리 클럽
자니스 패밀리 클럽(일본어: ジャニーズファミリークラブ)은 자니즈 사무소 소속의 각 탤런트의 공식 팬클럽이다. 통칭 JFC. 본사는 도쿄도 시부야구에 위치해 있다.
원칙적으로 CD 데뷔(KinKi Kids는 CD 데뷔 전), 탤런트 및 그룹의 활동이 인정되는 경우, 그 탤런트와 그룹마다 팬클럽이 결성된다.

## 소재지
- 도쿄 도 시부야 구 시부야 1-10-10 미야마스 타워 B1F (2006년 4월 1일부터)

## 현재 활동 중인 팬클럽
표기가 없는 경우에는 그룹 이름이 팬클럽 이름이다.
- 소년대 (FC명: 〈소년대 Q&A〉)
- TOKIO
- KinKi Kids (FC명: 〈[Ki × 3]〉 이름은 도모토 코이치가 지었다.)
- V6
- 아라시
- 타키&츠바사
- NEWS
- 칸쟈니∞ (FC명: 〈칸쟈니∞ with EIGHTER〉)
- KAT-TUN
- 야마시타 토모히사
- Hey! Say! JUMP
- Kis-My-Ft2
- Sexy Zone

## 폐쇄한 팬클럽
- 〈Communication Super 3〉 (타노킨 트리오 (타하라 토시히코·콘도 마사히코·노무라 요시오 (THE GOOD-BYE)의 합동 팬클럽)
- 타하라 토시히코 (〈CS3〉 해체 후, 단독으로 결성되었다)
- 콘도 마사히코 (〈CS3〉 해체 후, 단독으로 결성되었다)
- 시부가키타이 (FC명: 〈YMF〉)
- 히카루GENJI
- 오토코구미
- 아카사카 아키라 (히카루겐지 해체 후, 단독으로 결성되었다)
- 사토 아츠히로 (히카루겐지 해체 후, 단독으로 결성되었다)
- 〈You&J〉 (NEWS, 칸쟈니∞, KAT-TUN의 합동 팬클럽)

## 회원 번호
회원 번호 1번~○번(그룹의 인원수 분의 번호)은 멤버 자신이 되고 있다.

## 회원 특전
- 오리지널 멤버스카드 발행(시리얼 NO. 들어감)
- 회보지 발행 (연 4회 발행)
- 콘서트·무대 티켓 우선 예약
- TV 프로·라디오 프로그램·영화 시사회 등의 이벤트 관람 모집
- 회보에서는 늦은 최신 정보를 메일 또는 엽서로 안내하는 〈전언판 서비스〉
- 탤런트의 기념 해가 되면, 드물게 팬클럽으로부터 기념품이 주어지는 일이 있다.

## 팬클럽 회원증
회원증은 각 탤런트 마다 형태를 바꾸고 있다. 각 탤런트마다의 회원증의 형태는, 이하와 같다.
- 소년대: 카드(당초는 키홀더형 카드)
- SMAP: 카드(당초는 키홀더형)
- TOKIO: 환형 엠블럼
- KinKi Kids: 카드
- V6: 키홀더
- 아라시: 카드
- 타키&츠바사: 빛나는 엠블럼
- NEWS: 카드
- 칸쟈니∞: 카드
- KAT-TUN: 카드
- 야마시타 토모히사: 카드
- Hey! Say! JUMP: 카드
- Kis-My-Ft2: 체인징식 3D 카드
- Sexy Zone: 카드

(폐회한 팬클럽)
- Communication Super 3: 카드
- 시부가키타이: 카드
- 히카루GENJI: 카드(〈히카루〉버전과 〈GENJI〉버전의 2타입)
- 오토코구미: 목걸이
- You&J: 후형 플라스틱 플레이트 키홀더(색은 빨강과 검정과 파랑의 3종류)